# Stahlianthus macrochlamys
Stahlianthus macrochlamys är en enhjärtbladig växtart som först beskrevs av John Gilbert Baker, och fick sitt nu gällande namn av William Grant Craib. Stahlianthus macrochlamys ingår i släktet Stahlianthus och familjen Zingiberaceae. Inga underarter finns listade i Catalogue of Life.